# Georg Apfelbeck
Georg Apfelbeck, genannt Schorsch Apfelbeck, (* 3. Juni 1914 in München; † 21. Dezember 1982) war ein deutscher Bauunternehmer und Tischtennis-Funktionär. Apfelbeck studierte Hochbau an der Staatsbauschule München und betrieb später ein Bauunternehmen in München. Er starb an den Folgen eines Schlaganfalls.

## Tischtennissport
Als Sechsjähriger schloss sich Georg Apfelbeck dem Verein TSV Milbertshofen an. Hier war er in der Turnabteilung aktiv und spielte Fußball und Handball. Schließlich konzentrierte er sich auf Tischtennis. 1931 gründete er zusammen mit seinem Bruder Ludwig den selbständigen Verein TTC Milbertshofen. 21 Jahre lang war er dessen Vorsitzender. Nach dem Zweiten Weltkrieg integrierte sich dieser Verein in den TSV Milbertshofen.
Georg Apfelbeck gehörte zu den Mitbegründern des Bayerischen Tischtennis-Verbandes BTTV. 1947 übernahm er den Vorsitz im Landesschiedsgericht des BTTV, 1951 wurde er zum Präsidenten gewählt. Dieses Amt hatte er 22 Jahre lang inne, ehe er 1973 von Rudi Gruber abgelöst wurde. Anfang der 1960er Jahre bereitete er die Gründung des Süddeutschen Tischtennisverbandes vor, der am 7. Juli 1962 gegründet wurde. Bis zu seinem Tod war Georg Apfelbeck der Erste Vorsitzende dieses Verbandes.
Daneben übernahm Apfelbeck weitere Funktionärsaufgaben. So war er Beisitzer im Deutschen Tischtennis-Bund DTTB, gehörte dem Organisationskomitee für die Weltmeisterschaft 1969 in München und wirkte im Bauausschuss für die Olympischen Sommerspiele 1972 in München. Er war der erste Tischtennisfunktionär, der mit dem Bundesverdienstkreuz geehrt wurde. 

## Ehrungen
- Ehrennadel in Gold und Silber des Bayerischen Landes-Sportverbandes BLSV
- Ehrennadel in Gold und Silber des Bayerischen Tischtennis-Verbandes BTTV
- Träger des Ehrenrings des Bayerischen Tischtennis-Verbandes BTTV
- Ehrenbrief der Stadt Donauwörth
- Goldene Ehrennadel des Tiroler Tischtennisverbandes
- Bundesverdienstkreuz am Bande (13. April 1973)[1]

## Georg-Apfelbeck-Gedächtnispreis
Seit 1984 ehrt der Bayerische Tischtennis-Verband BTTV Personen, die sich um die sportliche und organisatorische Entwicklung dieses Verbandes verdient gemacht haben, mit dem Georg-Apfelbeck-Gedächtnispreis.